# Michaił Stefanowicz
Michaił Iharawicz Stefanowicz, błr. Міхаіл Ігаравіч Стэфановіч, ros. Михаил Игоревич Стефанович – Michaił Igoriewicz Stiefanowicz (ur. 27 listopada 1989 w Mińsku) – białoruski hokeista, reprezentant Białorusi.
Jego ojciec Ihar (ur. 1965) także był hokeistą i został trenerem hokejowym.

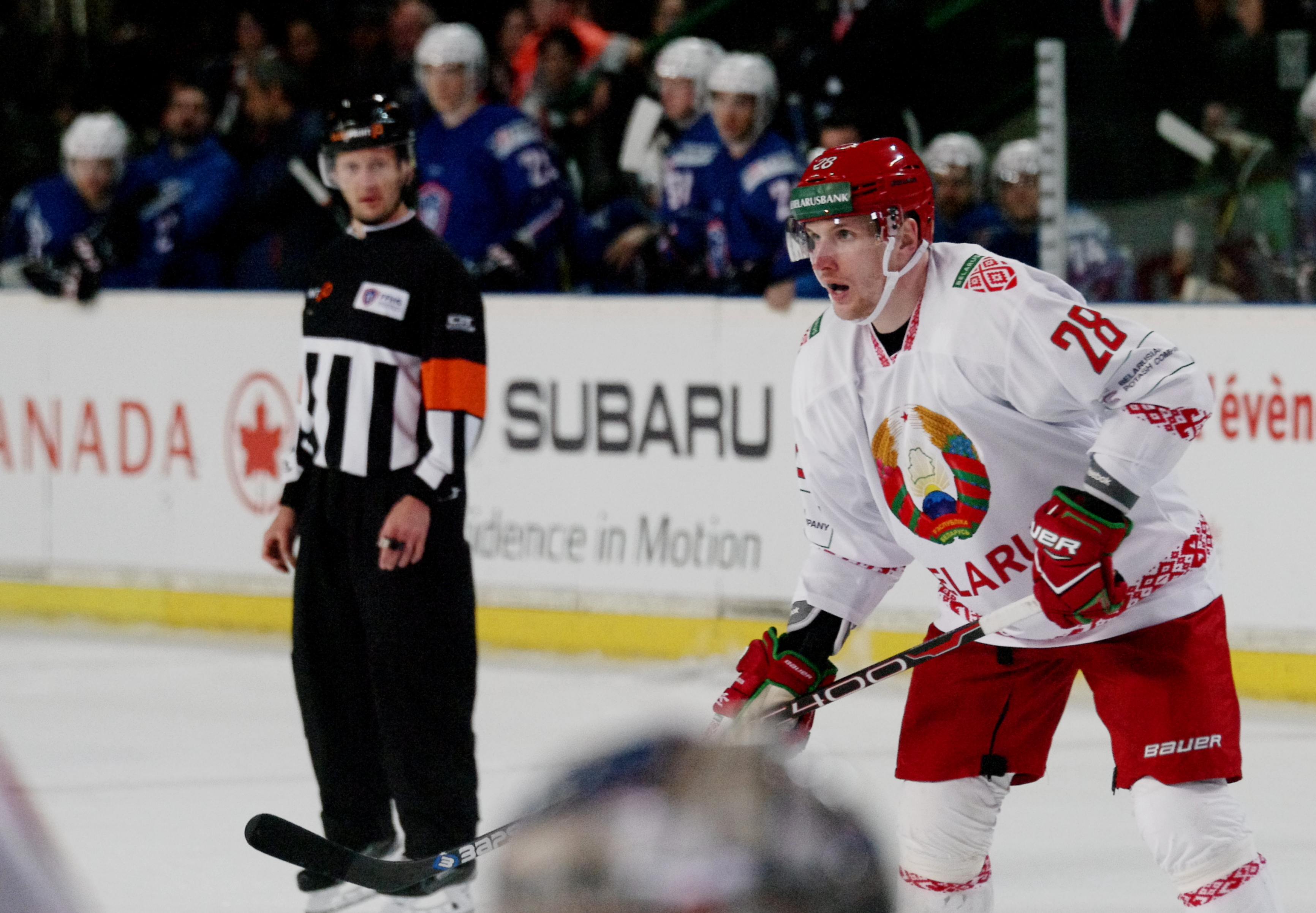
Michaił Stefanowicz w barwach Białorusi (2017)

## Kariera
- Dynama Mińsk 2 (2004–2005)
- HK Homel 2 (2004–2006)
- HK Homel (2006–2007)
- Quebec Remparts (2007−2010)
- Reading Royals (2010)
- Toronto Marlies (2010)
- Dynama Mińsk (2010–2011)
- HK Homel (2011–2013)
- Toros Nieftiekamsk (2013)
- Łada Togliatti (2013–2014)
- Dizel Penza (2014)
- Rapid City Rush (2015–2016)
- Indy Fuel (2016)
- HK Nioman Grodno (2016−2018)
- Junost' Mińsk (2018–2019)
- Dynama Mińsk (2019–2020)
- Junost’ Mińsk (2020–2021)
- Donbas Donieck (2021)
- HK Szachcior Soligorsk (2021-)

Wychowanek Dynama Mińsk. Pierwotnie na Białorusi grał do 2007, po czym wyjechał do Ameryki Północnej i przez trzy sezony grał w kanadyjskiej lidze juniorskiej QMJHL w barwach zespołu Quebec Remparts. W tym czasie w drafcie NHL z 2008 został wybrany przez Toronto Maple Leafs, a rok później w KHL Junior Draft 2009 został wybrany przez macierzysty Dynama Mińsk z numerem drugim. W czerwcu 2009 podpisał kontrakt z Toronto Maple Leafs na występy w NHL, jednak w elitarnej lidze nie zadebiutował i nadal występował w QMJHL w Quebecu. W listopadzie 2010 został wypożyczony do Dynama Mińsk, a w styczniu 2011 kanadyjski klub ostatecznie przekazał prawa do niego klubowi Dallas Stars. W tym czasie rozegrał sezon KHL (2010/2011) z drużyną Dynama Mińsk. Po tym trafił do innego białoruskiego klubu, HK Homel i w jego barwach rozegrał sezony ekstraligi białoruskiej 2011/2012 i 2012/2013. Od lipca do listopada 2013 zawodnik rosyjskiego klubu Toros Nieftiekamsk, występującego w rozgrywkach WHL. Od listopada 2013 zawodnik Łady Togliatti. Od lipca 2014 zawodnik Dizelu Penza. W klubie rozegrał 12 spotkań. W listopadzie 2014 został zawieszony w związku z podejrzeniem stosowania dopingu, a w kwietniu 2015 został zdyskwalifikowany przez Rosyjską Agencję Antydopingową na dwa lata za stosowanie niedozwolonych środków dopingujących. Od sierpnia 2015 zawodnik amerykańskiego klubu Rapid City Rush w rozgrywkach ECHL. W czerwcu 2016 jego prawa zawodnicze zostały nabyte przez inny amerykański klub z ECHL Indy Fuel. W listopadzie 2016 ponownie podjął występy w Niomanie Grodno. Odszedł z klubu w maju 2018. Od czerwca 2018 zawodnik Junosti Mińsk. W czerwcu 2019 przeszedł do Dynama Mińsk. W lipcu 2020 przekazany na stałe do Junosti. Od czerwca 2021 zawodnik Donbasu Donieck. Tam zwolniony we wrześniu 2021. Od października 2021 zawodnik Szachciora Soligorsk.
Występował w kadrach juniorskich kraju na mistrzostwach świata do lat 18 w 2006, 2007, do lat 20 w 2007, 2008, 2009. W kadrze seniorskiej uczestniczył w turniejach mistrzostw świata w 2004, 2009, 2010, 2013, 2017, 2021.

## Sukcesy
Reprezentacyjne
- Awans do Elity MŚ do lat 18: 2007

Klubowe
- Brązowy medal mistrzostw Białorusi: 2012 z HK Homel
- Puchar Białorusi: 2007, 2012 z HK Homel
- Złoty medal mistrzostw Białorusi: 2017, 2018 z Niomanem Grodno, 2019, 2020, 2021 z Junostią Mińsk

Indywidualne
- Mistrzostwa świata do lat 18 w 2007:
  - Pierwsze miejsce w klasyfikacji strzelców turnieju: 9 goli[20]
  - Pierwsze miejsce w klasyfikacji kanadyjskiej turnieju: 12 punktów[21]
  - Najlepszy napastnik turnieju[22]
- QMJHL i CHL 2007/2008:
  - Pierwsze miejsce w klasyfikacji strzelców wśród pierwszoroczniaków w QMJHL: 32 gole
  - Mike Bossy Trophy – najlepiej zapowiadający się profesjonalista QMJHL
  - CHL Top Prospects Game
- Ekstraliga białoruska w hokeju na lodzie (2011/2012):
  - Drugie miejsce w klasyfikacji strzelców w sezonie zasadniczym: 25 goli[23]
  - Drugie miejsce w klasyfikacji strzelców w fazie play-off: 6 goli[24]
- KHL (2010/2011):
  - Najlepszy pierwszoroczniak miesiąca – luty 2011
- Ekstraliga białoruska w hokeju na lodzie (2012/2013):
  - Piąte miejsce w klasyfikacji kanadyjskiej w sezonie zasadniczym: 46 punktów[25]
- Ekstraliga białoruska w hokeju na lodzie (2016/2017):
  - Trzecie miejsce w klasyfikacji strzelców w fazie play-off: 8 goli[26]
  - Szóste miejsce w klasyfikacji asystentów w fazie play-off: 7 asyst[27]
  - Szóste miejsce w klasyfikacji kanadyjskiej w fazie play-off: 11 punktów[28]
  - Czwarte miejsce w klasyfikacji +/− w fazie play-off: +11[29]
- Ekstraliga białoruska w hokeju na lodzie (2017/2018):
  - Drugie miejsce w klasyfikacji strzelców w sezonie zasadniczym: 24 gole[30]
  - Piąte miejsce w klasyfikacji kanadyjskiej w sezonie zasadniczym: 41 punktów[31]
  - Pierwsze miejsce w klasyfikacji +/− w sezonie zasadniczym: +27[32]
  - Piąte miejsce w klasyfikacji +/− w fazie play-off: +7[33]
- Ekstraliga białoruska w hokeju na lodzie (2018/2019):
  - Drugie miejsce w klasyfikacji strzelców w sezonie zasadniczym: 32 gole[34]
  - Pierwsze miejsce w klasyfikacji kanadyjskiej w sezonie zasadniczym: 57 punktów[35]
  - Drugie miejsce w klasyfikacji strzelców w fazie play-off: 7 goli[36]
  - Pierwsze miejsce w klasyfikacji kanadyjskiej w całym sezonie: 67 punktów (39 goli i 28 asyst)
  - Najlepszy bramkarz sezonu[37]
- Ekstraliga białoruska w hokeju na lodzie (2019/2020)[38]:
  - Drugie miejsce w klasyfikacji asystentów w fazie play-off: 14 asyst
  - Trzecie miejsce w klasyfikacji kanadyjskiej w fazie play-off: 14 punktów
- Ekstraliga białoruska w hokeju na lodzie (2020/2021):
  - Drugie miejsce w klasyfikacji strzelców w sezonie zasadniczym: 22 gole[39]
  - Piąte miejsce w klasyfikacji asystentów w fazie play-off: 8 asyst[40]

Wyróżnienie
- Najlepszy młody napastnik na Białorusi: 2007